# BRP Rajah Humabon (PF-11)
USS Atherton (DE-169)
Le BRP Rajah Humabon (PF-11) est une ancienne frégate de la marine philippine issue de l'ancienne classe Cannon de destroyer d'escorte de l'US Navy construite entre 1942 et 1944. Il portait le nom de Rajah Humabon, Rajah de l'île de Cebu qui a reçu Fernand de Magellan en 1521 quand celui-ci a débarqué aux Philippines.

## Histoire
C'est l'ancien USS Atherton (DE-169) mis en service le 29 août 1943. Il a été construit au chantier naval d'état Federal Shipbuilding and Drydock Company dans le New Jersey.
Il a été transféré à la Force maritime d'autodéfense japonaise le 14 juin 1955 et a pris le nom de JDS Hatsuhi (DE-263). Il a été rendu à l'US Navy en juin 1975.
Il a été acquis par la marine philippine le 23 décembre 1978. Sous le nom de RPS Rajah Humabon (PS-78), il a subi une refonte dans un chantier naval de Corée du Sud. Il a pris le nom de BRP Rajah Humabon (PF-6) à sa mise en service en 1980 et a été renommé BRP Rajah Humabon (PF-11) en janvier 1996. Retiré du service le 15 mars 2018, il est un temps envisagé de le transformer en musée. Cette idée est cependant abandonnée après le passage de la tempête tropicale Nalgae qui endommagea le bateau alors stationné à la base navale de Cavite, au point de le faire chavirer.

## Classe Datu Kalantiaw
| Nom                | N°    | Lancement    | Mise en service | Statut                    |
| ------------------ | ----- | ------------ | --------------- | ------------------------- |
| BRP Datu Sikatuna  | PF-5  | 27 mai 1943  | Septembre 1976  | Retiré du service en 1989 |
| BRP Datu Kalantiaw | PS-76 | 21 juin 1943 | Décembre 1967   | Retiré du service en 1981 |
| BRP Rajah Humabon  | PF-11 | 27 mai 1943  | Février 1980    | Retiré du service en 2018 |

### Note et référence
1. ↑  (en) « PH Navy no longer turning BRP Rajah Humabon into museum », sur cnn (consulté le 8 novembre 2023)

- (en) Cet article est partiellement ou en totalité issu de l’article de Wikipédia en anglais intitulé « BRP Rajah Humabon (PF-11) » (voir la liste des auteurs).